# Макаха (Хаваји)
Макаха (енгл. Makaha) насељено је место за статистичке потребе у америчкој савезној држави Хаваји. По попису становништва из 2010. у њему је живело 8.278 становника.

## Демографија
Према попису становништва из 2010. у граду је живело 8.278 становника, што је 525 (6,8%) становника више него 2000. године.
| Група             | 2000.         | 2010.         |
| Белци             | 1.290 (16,6%) | 1.308 (15,8%) |
| Афроамериканци    | 108 (1,4%)    | 112 (1,4%)    |
| Азијати           | 1.181 (15,2%) | 1.033 (12,5%) |
| Хиспаноамериканци | 1.385 (17,9%) | 1.525 (18,4%) |
| Укупно            | 7.753         | 8.278         |